# Вільне (зупинний пункт)
Вільне — пасажирський залізничний зупинний пункт Дніпровської дирекції Придніпровської залізниці на неелектрифікованій лінії Самар-Дніпровський — Леб'яже між станціями Самар-Дніпровський (8 км) та Губиниха (13 км). Розташований поблизу села Вільне Самарівського району Дніпропетровської області.

## Історія
З 1929 року по 29 липня 2015 року раніше була станцією, яку згодом було переведено до категорії зупинного пункту.

## Пасажирське сполучення
На платформі Вільне щоденно зупиняються дві пари приміських поїздів сполученням Дніпро — Берестин.